# Kaapse tsjagra
De Kaapse tsjagra (Tchagra tchagra) is een zangvogel uit de familie Malaconotidae (bosklauwieren).

## Verspreiding en leefgebied
Deze soort komt voor in Zuid-Afrika en telt drie ondersoorten:
- T. t. tchagra: zuidelijk Zuid-Afrika.
- T. t. natalensis: noordoostelijk Zuid-Afrika en Swaziland.
- T. t. caffrariae: oostelijk Zuid-Afrika.

## Status
De grootte van de populatie is niet gekwantificeerd maar de soort wordt omschreven als schaars in het noorden en vrij algemeen in het zuiden van zijn verspreidingsgebied. Op de Rode lijst van de IUCN heeft deze soort de status niet bedreigd.